# 智利南洋杉
智利南洋杉（学名：Araucaria araucana）是最耐寒的南洋杉，原產於智利中部及阿根廷中西部，是常綠樹，高40米，樹幹直徑可達2米。其壽命悠長，可達1300年以上。智利南洋杉是南洋杉科少數分佈於大洋洲以外的物種，其演化歷史相當悠久，故被稱為活化石。智利南洋杉是智利的國樹。

## 特徵
智利南洋杉的葉子很厚很粗糙，呈三角形，長3-4厘米，基部闊1-3厘米，末端尖。葉子可達10-15年而不脫落，故可以遮蓋樹的許多部份。

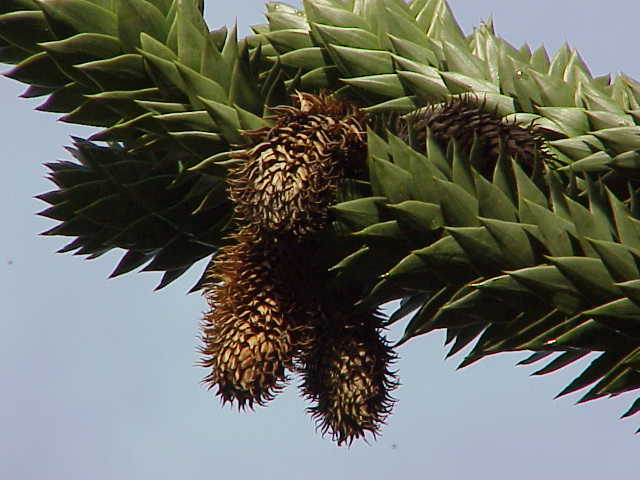
雄毬花。

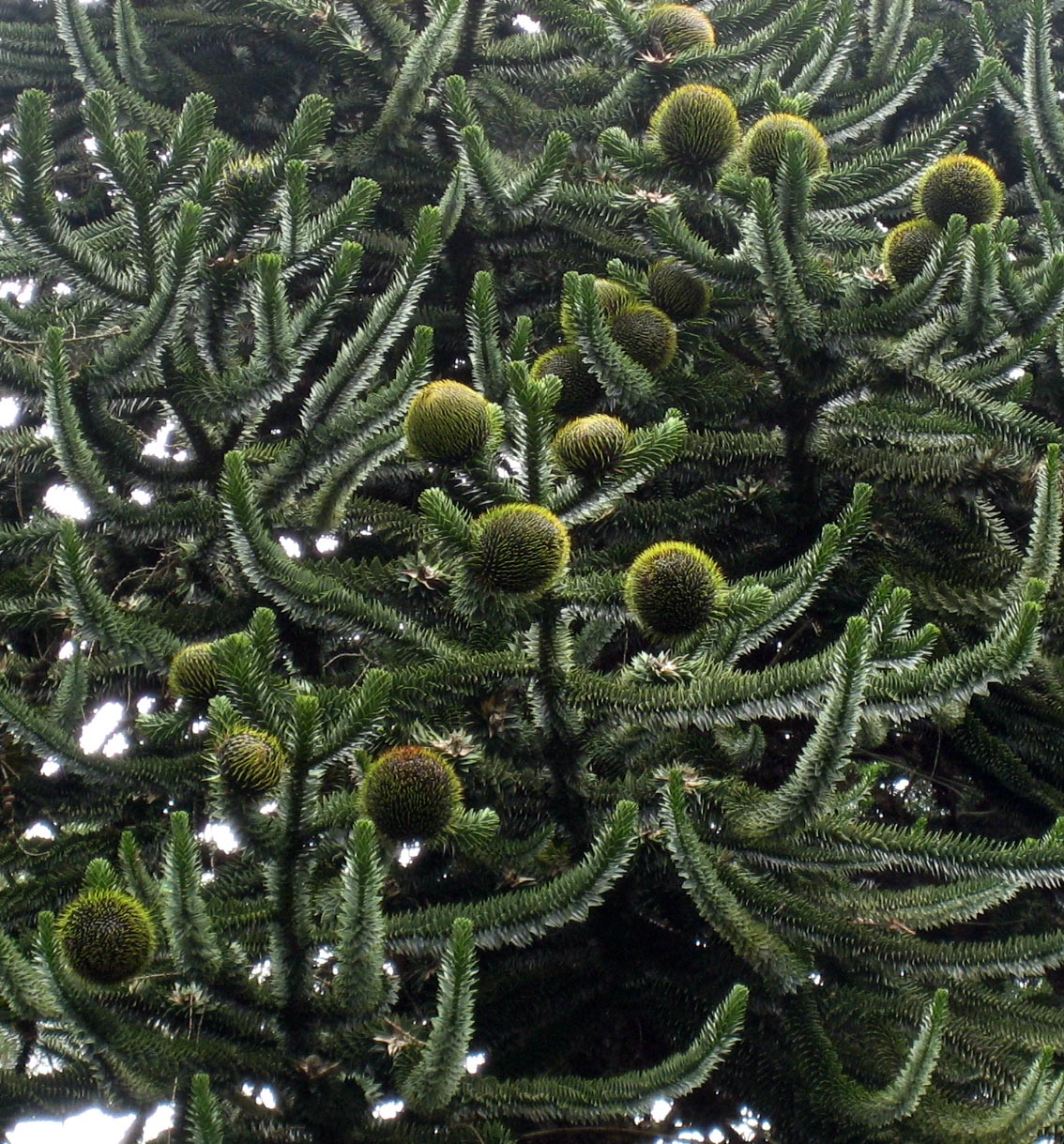
雌毬花。

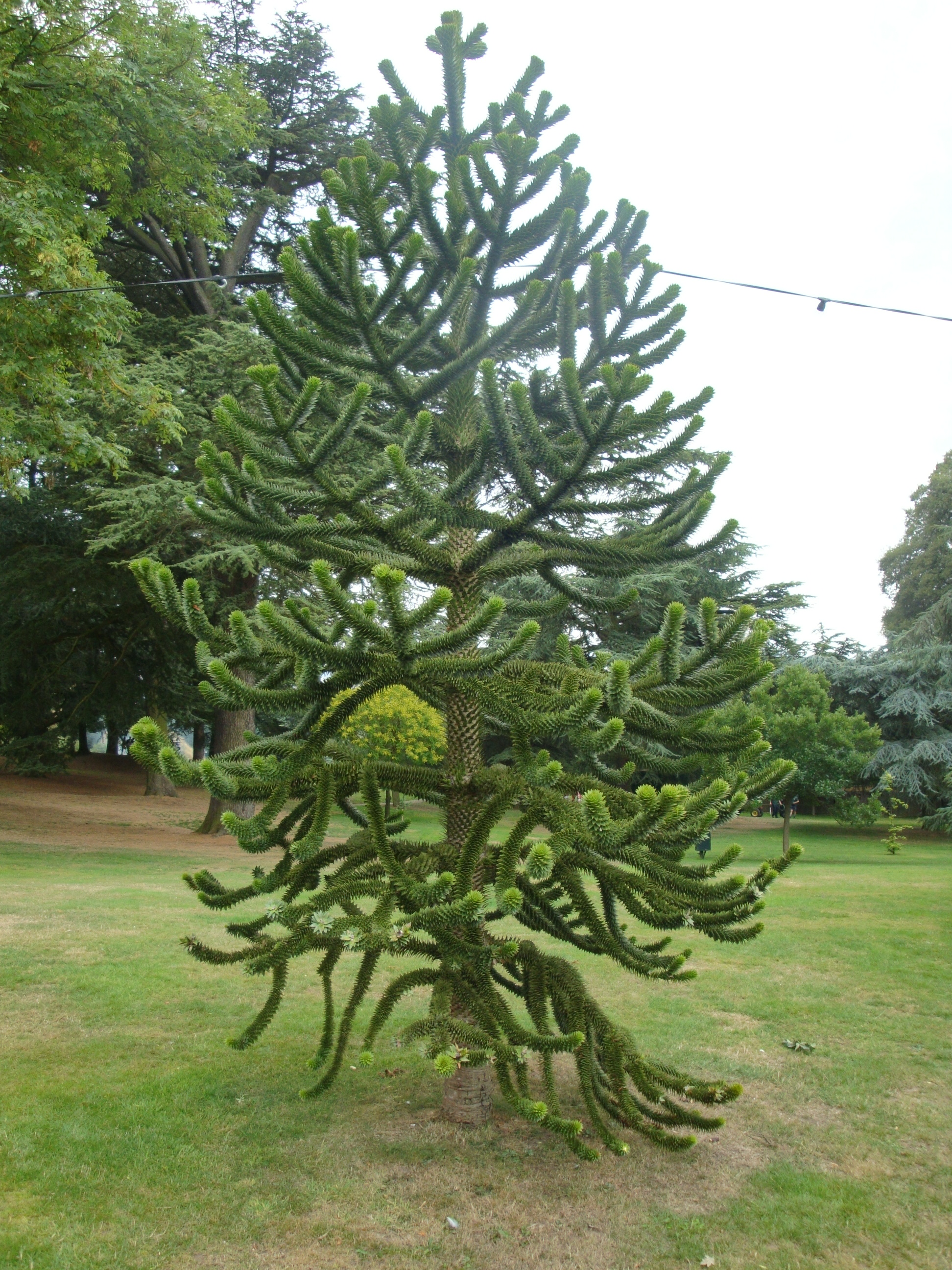
一株幼年智利南洋杉。

智利南洋杉是雌雄異體的，雄毬花和雌毬花分別在不同的樹上，但有時也會在同一顆樹上見到。雄毬花呈長方形或黃瓜狀，最初長4厘米，當釋放花粉時可伸長達8-12厘米及闊5-6厘米。它們是以風來傳播花粉的。雌毬花是於授粉後約18個月的秋天成熟，形狀呈較大球形，直徑達12-20厘米，約有200顆種子。毬花成熟時會裂開，釋放出3-4厘米長、狀像堅果的種子。種子會經由松鴉及松鼠散佈。
幼樹的常態呈闊金字塔或錐形，隨著年齡漸長成傘形。

## 生長地
智利南洋杉生長在智利及阿根廷中南部的安地斯山脈，位於海拔1000米有大雪的地區。它們喜歡在良好排水、微酸的火山土壤生長。不過若土質排水良好，它們可以在差不多所有土質中生長。

## 種植及用途
智利南洋杉是很受歡迎的花園樹種，其厚身的特徵最為吸引人。它們喜歡豐富雨量的溫帶氣候，可以抵禦低至零下20℃的寒冷。它們無疑是最耐寒的南洋杉，且可以在歐洲西部（法羅群島北部至挪威西部）、北美洲西岸（北至加拿大的夏洛特皇后群島）及局部東岸、新西蘭及澳洲東南部。它們可以忍耐海岸的鹽度，但卻不能暴露於污染中。
智利南洋杉的種子可以食用，故在智利被大量採集。在一些堅果收成不理想的地方，如寒冷海洋氣候的蘇格蘭西部，它們有成為食物的潛質。只要6顆雌樹及1顆雄樹，每年就能收獲幾千顆種子。由於松果會掉下，收取十分容易。但只有當它們到30-40歲時才會長出種子，這成為繁殖的阻礙。它們可以生長至1000歲。

## 發現及命名
智利南洋杉最初於1780年代在智利發現，並由Juan Ignacio Molina於1782年命名幷分類在松屬中。於1789年，安東尼·勞倫·德·朱西厄基於它們而建立了南洋杉屬。此後出現幾個異名，最終於1873年，Karl Koch肯定了最初的種名。智利南洋杉的種名是來自智利的阿勞科族，他們會煮或烤食用樹的種子。安地斯山脈的皮珍契族就是因吃樹的種子而得名。